# Brigham (East Riding of Yorkshire)
Brigham – wieś w Anglii, w hrabstwie East Riding of Yorkshire. Leży 25 km na północ od miasta Hull i 274 km na północ od Londynu.